# Rathaus (Hauzenberg)
Das Rathaus in Hauzenberg, einer Stadt im niederbayerischen Landkreis Passau, wurde Ende des 19. Jahrhunderts errichtet. Das Rathaus an der Schulstraße 2 ist ein geschütztes Baudenkmal. Der dreigeschossige Bau mit flachem Walmdach und Zwerchgiebel hat neun Fensterachsen. 